# Magnitude 10,5 : L'Apocalypse
Pour plus de détails, voir Fiche technique et Distribution.
Magnitude 10,5 : L'Apocalypse (10.5: Apocalypse) est une minisérie catastrophe américain diffusée en 2006. C'est la suite de Magnitude 10,5.

## Synopsis
Un tremblement de terre a déjà détruit Seattle, San Francisco et Los Angeles. Le président des États-Unis demande que l’on applique le plan d’urgence conçu par Roy Nolan, mort durant le séisme qui a ravagé la côte ouest. 
Pendant ce temps à Sun Valley dans l'Idaho, un ancien volcan éteint depuis plusieurs années refait éruption. Des secousses sismiques sont observées dans l’Utah. Plus tard, une autoroute s’effondre. Les gens abandonnent les véhicules et c’est la panique… La description de l’Apocalypse. 
En voyant toutes ces scènes de destruction, le président des États-Unis ne peut s’empêcher de penser aux textes de l’Apocalypse décrivant la fin des temps. La rupture du barrage Hoover sur le fleuve Colorado vient confirmer la menace. Une ancienne mer qui reliait l’océan Arctique au golfe du Mexique, il y a soixante millions d’années, serait même en train de resurgir, ce qui provoquerait un énorme changement de la géographie de l’Amérique du Nord. Le président s’adresse à la nation et ordonne l’évacuation du Dakota du Sud et du Dakota du Nord, du Nebraska, de l’Arkansas et de l’Oklahoma. Au même moment, la ville de Las Vegas est engloutie et les secouristes arrivent en toute hâte pour tenter de sauver les clients d’un casino de 45 étages. 
La faille du Midwest poursuit sa route et se dirige tout droit sur les deux plus grands réacteurs nucléaires du pays, ce qui ferait 75 millions de victimes. La seule façon d’empêcher un tel désastre consiste à poser des explosifs pour empêcher la faille d’atteindre les réacteurs. La stratégie sera-t-elle efficace ?

## Fiche technique
- Réalisation : John Lafia
- Scénario : Christopher Canaan, Ronnie Christensen et John Lafia
- Production : Randi Richmond et John Lafia
- Photographie : David Foreman
- Décors : Jean-Baptiste Tard
- Montage : Don Brochu et Martin Nicholson
- Effets spéciaux : Mario Rachiele
- Producteurs exécutifs : Gary Pearl, Howard Braunstein et Michael Jaffe
- Coproducteur exécutif : John Lafia
- Sociétés de production : Pearl Pictures, Muse Entertainment et Jaffe/Braunstein Films
- Société de distribution : Hallmark Channel
- Langue : anglais
- Dates de premières diffusions :
  -  États-Unis : 21 mai 2006 et 23 mai 2006 sur NBC
  -  France : 9 juillet 2009 sur M6

## Distribution
- Kim Delaney (V. F. : Véronique Augereau) : Samantha Hill
- Dean Cain (V. F. : Emmanuel Curtil) : Brad Malloy
- David Cubitt (V. F. : Renaud Marx) : Jordan Fisher
- Oliver Hudson (V. F. : Didier Cherbuy) : Will Malloy
- Frank Langella (V. F. : Georges Claisse) : Earl Hill
- Garcelle Beauvais (V. F. : Valérie Siclay) : Natalie Warner
- Carlos Bernard (V. F. : Bertrand Liebert) : Miguel Garcia
- Carly Pope (V. F. : Alexandra Garijo) : Laura Malloy
- Barbara Eve Harris (V. F. : Laure Sabardin) : Stacy Warner
- Peter Outerbridge (V. F. : Pierre Tessier) : Alec Becker
- Beau Bridges (V. F. : José Luccioni) : Paul Hollister, le président des États-Unis
- Francis Xavier McCarthy : Al Roberts
- Russel Yuen : Ian
- Tamara Hope : Amy Hollister
- Tyrone Benskin : Jackson
- Melissa Sue Anderson : Megan Hollister, la première Dame

Source et légende : Version française (V. F.) sur Doublagissimo et selon le carton de doublage.